# Bezirk Medyń
Bezirk Medyń – dawny powiat (Bezirk) kraju koronnego Królestwo Galicji i Lodomerii, funkcjonujący w latach 1854–1867. Siedzibą starostwa była wieś Medyń.

## Historia
Bezirk Medyń utworzono w ramach reformy uwłaszczeniowej z okresu Wiosny Ludów (1848–1849), która likwidowała jurysdykcję właściciela ziemskiego nad poddanymi. W Galicji, dominium – jako podstawowa jednostka administracyjna i filar systemu feudalnego straciło rację bytu. Konieczne stało się zatem wprowadzenie nowego systemu administracyjnego, którego zręby powstały w latach 1851–1855. Nowy trójstopniowy podział administracyjny objął 21 cyrkułów (niem. Kreise), 179 małych powiatów (niem. Bezirke) i ponad 6000 gmin (niem. Gemeinde).
Bezirk Medyń objął obszar o wielkości 5,9 mil², zamieszkany przez 28.568 ludzi i podzielony na 29 gmin katastralnych. Wszedł w skład cyrkułu tarnopolskiego, jako jeden z jego dziewięciu powiatów. Od północy i wschodu graniczył z Imperium Rosyjskim.
Po nadaniu Galicji autonomii oraz powołaniu samorządu gminnego i powiatowego w 1865 zlikwidowano cyrkuły (Kreise). Dotychczasowe małe powiaty (Bezirke) w liczbie 179, utrzymały się do 1867 roku, kiedy to w następstwie kolejnej reformy administracyjnej (23 stycznia 1867) zostały zastąpione przez 74 większych powiatów. Obszar zniesionego Bezirk Medyń wszedł wtedy w całości w skład nowego powiatu zbaraskiego. 19 czerwca 1867 pięć gmin przeniesiono do powiatu skałackiego; następnie do tej grupy dołączyła także Korszyłówka (brak informacji kiedy). 30 grudnia 1880 z części gmin Staromiejszczyzna (osada Podwołoczyska) i Zadnieszówka (osada Zagrobela Zadnieszowiecka) utworzono miasto Podwołoczyska. 30 listopada 1895 także gminy Bogdanówka i Korszyłówka przeniesiono do powiatu skałackiego.

## Podział administracyjny (1854)
| Lp. | Gmina jednostkowa                  | Powierzchnia | Ludność | Powiat w 1867 po zniesieniu |
| --- | ---------------------------------- | ------------ | ------- | --------------------------- |
| 1   | Medyń                              | 2186         | 790     | zbaraski                    |
| 2   | Worobijówka z Poczapińcami         | 1202         | 486     | zbaraski                    |
| 3   | Klimkowce                          | 1561         | 480     | zbaraski                    |
| 4   | Pieńkowce                          | 695          | 375     | zbaraski                    |
| 5   | Podwołoczyska ze Staromiejszczyzną | 2870         | 884     | zbaraski                    |
| 6   | Zadnieszówka                       | 1495         | 941     | zbaraski                    |
| 7   | Mysłowa                            | 1166         | 547     | zbaraski                    |
| 8   | Dorofijówka                        | 1711         | 740     | zbaraski                    |
| 9   | Prosowce                           | 721          | 314     | zbaraski                    |
| 10  | Supranówka                         | 1547         | 624     | zbaraski                    |
| 11  | Bogdanówka                         | 4264         | 1422    | zbaraski                    |
| 12  | Dobromirka                         | 2991         | 860     | zbaraski                    |
| 13  | Huszczanka                         | 964          | 404     | zbaraski                    |
| 14  | Obodówka                           | 946          | 271     | zbaraski                    |
| 15  | Łozówka                            | 1138         | 385     | zbaraski                    |
| 16  | Terpiłówka                         | 2167         | 727     | zbaraski                    |
| 17  | Nowe Sioło                         | 1334         | 453     | zbaraski                    |
| 18  | Koziary                            | 847          | 290     | zbaraski                    |
| 19  | Hołoszyńce                         | 770          | 267     | zbaraski                    |
| 20  | Klebanówka                         | 3334         | 1048    | zbaraski                    |
| 21  | Jacowce                            | 1512         | 628     | zbaraski                    |
| 22  | Korszyłówka z Milnicą              | 1177         | 435     | zbaraski                    |
| 23  | Hnilice                            | 4329         | 1170    | zbaraski                    |
| 24  | Hniliczki                          | 1832         | 697     | zbaraski                    |
| 25  | Koszlaki                           | 5348         | 1650    | zbaraski                    |
| 26  | Palczyńce                          | 1175         | 785     | zbaraski                    |
| 27  | Hołotki                            | 1839         | 524     | zbaraski                    |
| 28  | Toki                               | 5408         | 1576    | zbaraski                    |
| 29  | Skoryki                            | 2573         | 795     | zbaraski                    |

Objaśnienie:
(M) = miasto; (m) = miasteczko